# نمسیس (۱۸۳۹)
نمسیس (۱۸۳۹) (به انگلیسی: Nemesis (1839)) یک کشتی است که طول آن ۱۸۴ فوت (۵۶ متر) می‌باشد. این کشتی در سال ۱۸۳۹ ساخته شد.